# Sulayman Solong

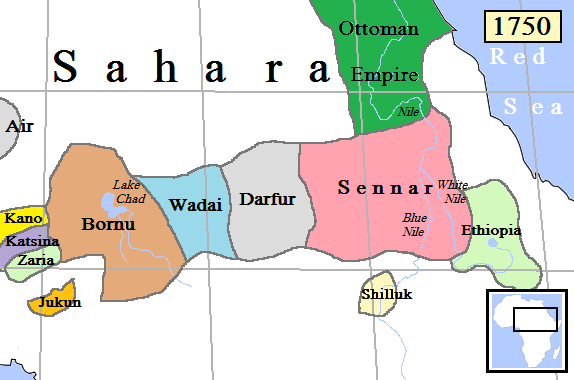
Bản đồ các quốc gia tiền thuộc địa ở Trung Phi, với Vương quốc Hồi giáo Darfur màu xám.

Sulayman Solong (tiếng Ả Rập: سليمان سلونق) (k. 1550 - 1637) là vị sultan lịch sử đầu tiên của Darfur. Theo một số nguồn, ông cai trị Vương quốc Hồi giáo Darfur từ năm 1596 đến năm 1637. Tuy nhiên, do thiếu tài liệu tham khảo đương thời, các ước tính về niên đại trị vì của ông rất khác nhau, khi một số học giả hiện đại cho rằng ông có thể trị vì từ năm 1660 đến 1680.

## Tiểu sử
Vùng Darfur được đặt tên theo dân tộc Fur sinh sống tại đây. Người Fur đã kế vị người Tunjur với tư cách là sắc tộc thống trị trong vùng. Gia tộc hoàng gia Keira (còn được viết là Kayra) xuất phát từ Kunjara, một trong ba bộ tộc Fur. Mặc dù truyền thống Fur có nhắc đến những người cai trị trước đó mang tên Daali và Kuuruu, họ thường được coi là những anh hùng dân gian. Sulayman Solong được coi là người cai trị lịch sử đầu tiên của triều đại Keira. Theo các tài liệu truyền thống, một cuộc tranh chấp đất đai đã nổ ra giữa Kuuruu, cha của Sulayman và chú của ông là Tunsam, khiến Kuuruu phải cùng Sulayman chạy trốn đến Dar Masalit ở phía tây. Sulayman lớn lên ở đó trong bộ tộc Masalit của mẹ mình, người được coi là có nguồn gốc Ả Rập. Khi trở nên đủ mạnh, ông lật đổ người chú Tunsam, chiếm lại Jabal Marra từ ông ta và buộc Tunsam phải chạy trốn về phía đông đến biên giới với Kordofan. Các nhà sử học hiện đại đưa ra giả thuyết rằng cuộc nội chiến giữa Kuuruu và Tunsam có thể liên quan đến sự sụp đổ của đế chế Tunjur.
Người ta biết rất ít về triều đại của Sulayman ngoài những điều chung chung mơ hồ. Những sự kiện xung quanh ông chỉ được ghi lại hai thế kỷ sau đó. Biệt danh của Sulayman "Solong" có nghĩa là "người mặt đỏ" hoặc "người Ả Rập" trong tiếng Fur, liên quan đến nước da của ông hoặc nguồn gốc của mẹ ông. Ông được nhớ đến như một chiến binh và nhà chinh phục, người đã dẫn đầu 33 chiến dịch quân sự, qua đó biến vương quốc bộ lạc Fur của mình thành một đế chế đa sắc tộc kế tiếp người Tunjur. Ông đã chinh phục Kordofan và trong một thời gian mở rộng quyền thống trị của mình đối với Sennar, nơi đã bị suy yếu do một loạt các cuộc nội chiến. Các cuộc chinh phạt của ông chủ yếu nhằm mục đích tăng số lượng nô lệ mà mình nắm giữ, để sau đó ông có thể trao đổi với các thương nhân từ các vùng xung quanh để lấy vũ khí, ngựa chiến và vải thô. Tuy nhiên, vương quốc Sulayman tụt hậu so với các quốc gia châu Phi cận Sahara khác về trang bị vũ khí hiện đại. Không giống như đế chế Bornu hay Songhai, vùng Darfur không sử dụng súng cầm tay.
Chế độ quân chủ do Sulayman thành lập đã tuân theo mô hình vương quyền thần thánh phổ biến ở châu Phi lúc bấy giờ, về sau đã bị biến đổi dưới tác động của Hồi giáo. Sulayman theo truyền thống được cho là có công đưa Hồi giáo trở thành quốc giáo của vương quốc. Tôn giáo trước đây của những người tiền nhiệm bán huyền thoại của ông là không rõ ràng, với một số nguồn cho rằng đó là pagan giáo. Sulayman đã xây dựng các nhà thờ Hồi giáo cho các thần dân của mình và khuyến khích các tập quán Hồi giáo như cắt bao quy đầu. Tuy nhiên, quá trình Hồi giáo hóa nhà nước Keira diễn ra chậm chạp, và chế độ quân chủ vẫn giữ các nghi lễ tiền Hồi giáo trong suốt thời gian tồn tại của nó.
Sulayman đã kết hôn với một phụ nữ Ả Rập. Sau khi mất, ông được kế vị bởi con trai Musa Sulayman và được chôn cất trên núi Jabal Marra, nơi trở thành nghĩa trang của các vị vua Fur. Sulayman được coi là "người cha sáng lập" của nhà nước Keira, một địa vị được ghi rõ trong lịch sử truyền miệng cũng như trên con dấu của các vị vua kế vị, vốn thường bao gồm phả hệ từ đời Sulayman. Tuy nhiên, nhà sử học Peter Malcolm Holt viết trong Bách khoa toàn thư Hồi giáo rằng Sulayman có lẽ không phải là người sáng lập ra triều đại Keira, mà chỉ đơn giản là nhà cai trị Hồi giáo đầu tiên của vương triều này. Con cháu của Sulayman tiếp tục trị vì Darfur cho đến khi Ali Dinar tử trận dưới tay quân Anh năm 1916.